# Carsten Fredgaard
Carsten Fredgaard (ur. 20 maja 1976 w Blovstrod) – duński piłkarz grający na pozycji pomocnika.

## Kariera klubowa
Fredgaard zawodową karierę rozpoczął w 1995 roku w Lyngby BK. W Superligaen zadebiutował 3 września 1995 w wygranym 4:0 meczu z Ikast FS, a 28 kwietnia 1996 w wygranym 4:0 spotkaniu z FC København strzelił swojego pierwszego gola w lidze. W 1999 roku przeszedł do angielskiego Sunderlandu za kwotę 1,5 miliona funtów. W jego barwach w Premier League wystąpił jeden raz, 7 sierpnia 1999 przeciwko Chelsea (0:4). Z Sunderlandu był wypożyczany do zespołów Division One – West Bromwich Albion oraz Boltonu Wanderers.
W połowie 2001 roku wrócił do Danii, gdzie został zawodnikiem klubu FC København. W sezonie 2001/2002 wywalczył z nim wicemistrzostwo Danii, a także osiągnął finał Pucharu Danii. W następnym wraz z zespołem zdobył natomiast mistrzostwo Danii. Potem był wypożyczany do również pierwszoligowych drużyn FC Nordsjælland oraz Randers FC. Po powrocie do FC København, zdobył z nim mistrzostwo Danii w sezonie 2005/2006.
W 2006 roku odszedł do Randers FC, w którym grał do 2009 roku. Następnie był graczem drugoligowego Akademisk BK, czwartoligowego Hellerup IK, a także grającego w szóstej lidze FC Græsrødderne.
W Superligaen rozegrał 281 spotkań i zdobył 39 bramek.

## Kariera reprezentacyjna
W reprezentacji Danii Fredgaard wystąpił jeden raz, 18 sierpnia 1999 w zremisowanym 0:0 towarzyskim meczu z Holandią.